# Туристическая деревня Леседи

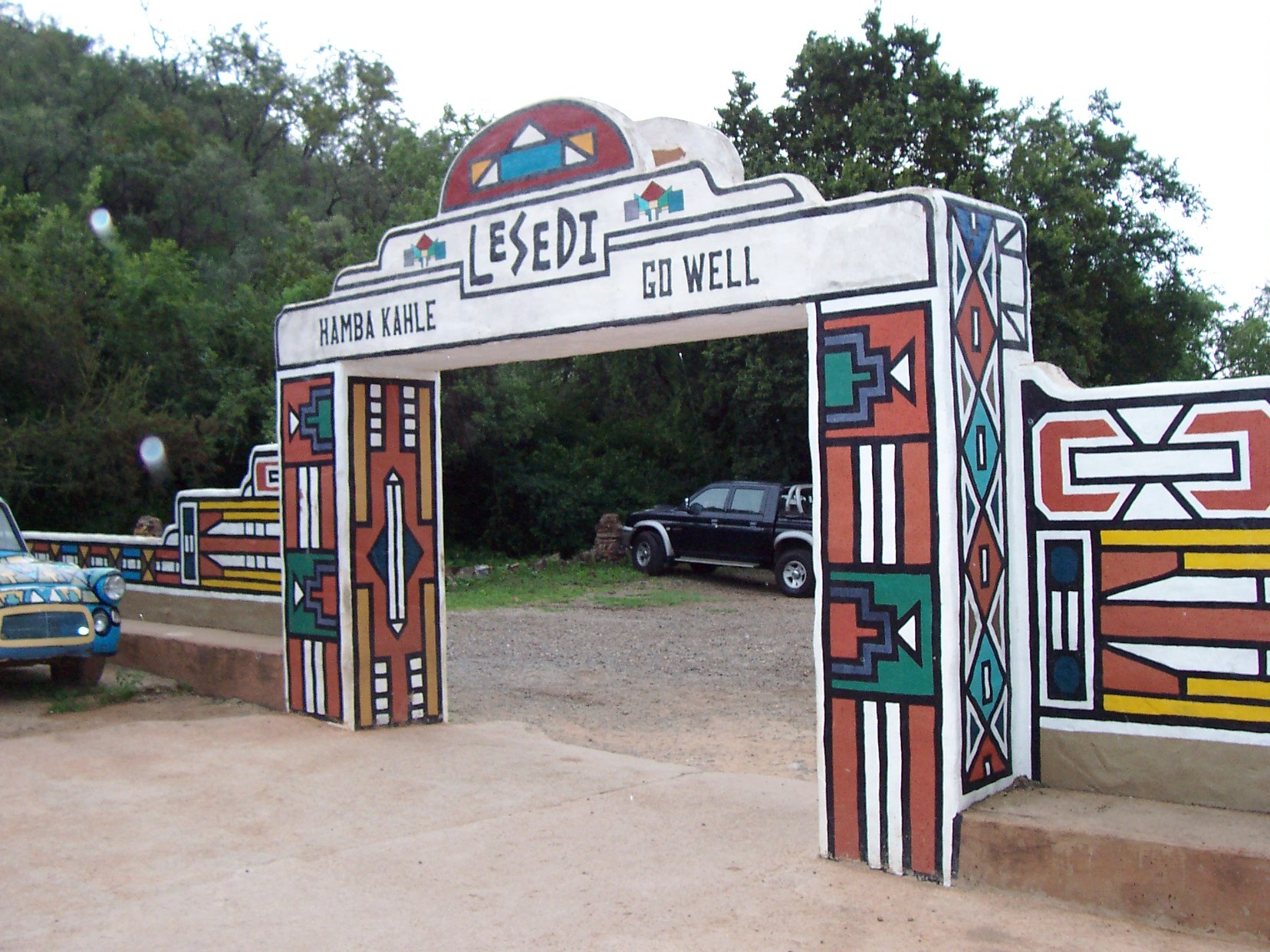
Вход в деревню Леседи

Туристическая деревня Леседи — музей под открытым небом в ЮАР. Посвящен традициям и культуре народов Южной Африки. В Леседи находятся воспроизведенные традиционные жилища местного населения. Устраиваются танцы и другие мероприятия, связанные с южноафриканской культурой. Музей расположен рядом с Йоханнесбургом, в Гаутенге. Находится на территории Колыбели человечества.